# 74억분의 1의 너에게
〈74억분의 1의 너에게〉(74億分の1の君へ 74 오쿠분노 키미에[*])는 HKT48의 7번째 싱글이다.

## 개요
전작 〈시끄러워!〉로부터 약 5개월 만으로, 2016년 1번째 싱글이다.

## 수록곡

### Type-A
자켓 사진 (표지):오오타 아이카·코다마 하루카·사시하라 리노·마츠오카 나츠미·마츠오카 하나·모리야스 마도카
CD
1. 74億分の1の君へ / 74억분의 1의 너에게
(작사: 아키모토 야스시 / 작곡: 오이타 Ken / 편곡: 사사키 히로시)
2. Chain of love / 체인 오브 러브
(작사: 아키모토 야스시 / 작곡·편곡: 토야마 다이스케)
3. タブーの色 / 더블의 색 - 사쿠라하루카
(작사: 아키모토 야스시 / 작곡·편곡: 이노우에 요시마사)
4. 74億分の1の君へ (Instrumental)
5. Chain of love (Instrumental)
6. タブーの色 (Instrumental)

DVD
1. 74億分の1の君へ Music Video
2. タブーの色 Music Video
3. 특전 영상 〈일본 한 스팟 미스터리 버스 투어 Vol.1〉

### Type-B
자켓 사진 (표지):아나이 치히로·코지나 유이·코다마 하루카·사카구치 리코·사시하라 리노·타나카 나츠미·후치가미 마이·미야와키 사쿠라
CD
1. 74億分の1の君へ / 74억분의 1의 너에게
2. Chain of love / 체인 오브 러브
3. HKT城、今、動く / HKT성, 지금, 움직임 - Team KIV
(작사: 아키모토 야스시 / 작곡: 카와우라 마사히로 / 편곡: 와카타베 마코토)
4. 74億分の1の君へ (Instrumental)
5. Chain of love (Instrumental)
6. HKT城、今、動く (Instrumental)

DVD
1. 74億分の1の君へ Music Video
2. HKT城、今、動く Music Video
3. 특전 영상 〈일본 한 스팟 미스터리 버스 투어 Vol.2〉

### Type-C
자켓 사진 (표지):코다마 하루카·사시하라 리노·타시마 메루·타나카 미쿠·토모나가 미오·미야와키 사쿠라·야부키 나코
CD
1. 74億分の1の君へ / 74억분의 1의 너에게
2. Chain of love / 체인 오브 러브
3. アインシュタインよりディアナ・アグロン / 아인슈타인보다 디아나 아그론 - 미쿠나코 & 메루미오
(작사: 아키모토 야스시 / 작곡: 카와우라 마사히로 / 편곡: 노나카 “마사” 유이치)
4. 74億分の1の君へ (Instrumental)
5. Chain of love (Instrumental)
6. アインシュタインよりディアナ・アグロン (Instrumental)

DVD
1. 74億分の1の君へ Music Video
2. アインシュタインよりディアナ・アグロン Music Video
3. 특전 영상 〈일본 한 뜨거운 가칭코 서바이벌 게임〉

### 극장반
자켓 사진 (표지):코다마 하루카·사시하라 리노·미야와키 사쿠라
CD
1. 74億分の1の君へ / 74억분의 1의 너에게
2. Chain of love / 체인 오브 러브
3. 図々しさを貸してちょうだい / 뻔뻔함을 주세요 - 다이아몬드걸즈
(작사: 아키모토 야스시 / 작곡: IKEZO)
4. 74億分の1の君へ (Instrumental)
5. Chain of love (Instrumental)
6. 図々しさを貸してちょうだい (Instrumental)

## 선발 멤버

### 74억분의 1의 너에게
(센터:코다마 하루카)
- 아나이 치히로, 오오타 아이카, 코지나 유이, 코다마 하루카, 사카구치 리코, 사시하라 리노, 타시마 메루, 타나카 나츠미, 타나카 미쿠, 토모나가 미오, 후치가미 마이, 마츠오카 나츠미, 마츠오카 하나, 미야와키 사쿠라, 모리야스 마도카, 야부키 나코

### Chain of love
- 아나이 치히로, 아라마키 미사키, 우에노 하루카, 오오타 아이카, 코지나 유이, 코다마 하루카, 사카구치 리코, 사시하라 리노, 타시마 메루, 타나카 미쿠, 토모나가 미오, 마츠오카 나츠미, 미야와키 사쿠라, 모토무라 아오이, 모리야스 마도카, 야부키 나코

### 더블의 색
〈하루카 사쿠라〉 명의
- 코다마 하루카, 미야와키 사쿠라

### HKT성, 지금, 움직임
- 아키요시 유카, 아라마키 미사키, 이노우에 유리야, 우에키 나오, 오카모토 나오코, 쿠리하라 사에, 코마다 히로카, 시모노 유키, 타나카 유카, 토미요시 아스카, 무라카와 비비안, 무라시게 안나, 모토무라 아오이, 야마시타 에미리, 야마모토 마오, 와카타베 하루카

### 아인슈타인보다 디아나 아그론
〈나코미쿠 & 메루미오〉 명의
- 타시마 메루, 타나카 미쿠, 토모나가 미오, 야부키 나코

### 뻔뻔함을 주세요
〈다이아몬드걸즈〉 명의
- 이마다 미나, 이마무라 마리아, 이와하나 시노, 우이 마시로, 우에노 하루카, 쿠마자와 세리나, 사카모토 에레나, 츠츠이 리코, 후카가와 마이코, 호카조노 하즈키, 야마우치 유나, 야마다 마리나